# Nicky Oppenheimer
Nicholas F. Oppenheimer, detto Nicky (8 giugno 1945), è un imprenditore sudafricano, presidente e maggiore azionista della multinazionale dei diamanti De Beers, è inoltre azionista di maggioranza della compagnia mineraria Anglo American Plc e socio di diverse imprese minerarie minori.

## Biografia

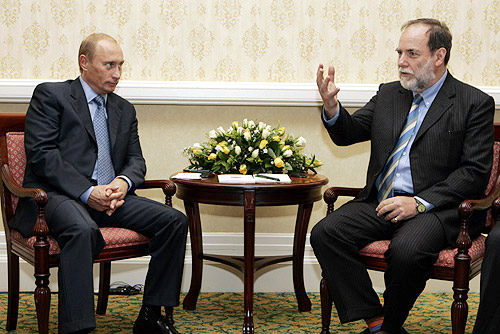
Putin e Nicholas Oppenheimer

Nicky è il figlio di Harry Oppenheimer e il nipote di Ernest Oppenheimer, l'uomo che negli anni venti ottenne il controllo del monopolista sudafricano dell'estrazione diamantifera De Beers, fondata da Cecil Rhodes nel 1888. Fin da piccolo studiò in Inghilterra, prima alla Harrow School, poi al Christ Church e infine all'Università di Oxford, in cui ottenne la laurea.
Nel 1968 ha sposato Orcillia "Strilli" Lasch, figlia dell'industriale Helli Lasch. La coppia vive principalmente a Johannesburg, in Sudafrica. Dopo il conseguimento dei titoli di studio entrò nell'organigramma dell'azienda di famiglia con ruoli di peso sempre maggiore, finché alla morte del padre nel 2000 divenne il capo dell'azienda. Da diversi anni è sempre presente nella classifica di Forbes relativa ai miliardari del mondo, e nel 2009 la rivista gli ha attribuito un patrimonio di 5 miliardi di dollari.